# CSC Energia
A CSC Energia é uma Central de Serviços Compartilhados especializada na área de energia (especificamente, os segmentos de geração e distribuição). Fundada em 2009 a partir da união dos setores administrativos de a Usina Hidrelétrica Barra Grande S.A. (BAESA) e de Campos Novos Energia S.A. (ENERCAN), tem sede em Florianópolis, SC.
A empresa oferece soluções completas e modulares para gestão de ativos do setor elétrico, atuando nos segmentos contábil, fiscal, financeiro, recursos humanos, aquisições, suporte à gestão de contratos, SSMA, sustentabilidade, soluções de tecnologia da informação e gestão da documentação.  Além disso, tem como acionista BAESA e ENERCAN, cujos acionistas são CPFL Energia, Votorantim, Alcoa, InterCement, DME e CEEE e já foi objeto de estudos acadêmicos sobre eficácia em transparência fiscal e melhorias nos processos de gestão.
A CSC Energia também já coordenou uma operação de Pesquisa e Desenvolvimento para integrar usinas reversíveis em parceria com a CPFL.